# Sigy
Sigy är en kommun i departementet Seine-et-Marne i regionen Île-de-France i norra Frankrike. Kommunen ligger i kantonen Donnemarie-Dontilly som tillhör arrondissementet Provins. År 2022 hade Sigy 70 invånare.

## Befolkningsutveckling
Antalet invånare i kommunen Sigy
| Referens: INSEE |